# 2. Divisjon
De Tweede divisie (2. divisjon i fotball for herrer) is het derde niveau van betaald voetbal in Noorwegen. De divisie staat bekend onder de sponsornaam PostNord-Ligaen. De competitie was tot 2016 ingedeeld in vier groepen, waarvan de groepswinnaars promoveerden naar de 1. divisjon. De onderste drie teams op de ranglijst degradeerden naar de 3. Divisjon. Voor 2001 bestond de competitie zelfs uit acht groepen. Tevens is dit niveau de hoogst haalbare competitie voor reserveteams van clubs uit de Eliteserien.

## Competitiestructuur

### 1991–1995
De 2. divisjon bestond uit zes groepen van twaalf clubs, waarbij alle groepswinnaars promoveerden naar de 1. divisjon. Er werden 22 wedstrijden gespeeld. De laatste drie clubs degradeerden. 

### 1996–2000
Het aantal teams per groep bleef weliswaar gelijk, maar het aantal groepen steeg naar acht. De groepswinnaars promoveerden nu niet meer direct, maar speelden met de andere groepswinnaars in de eindronde voor promotie. Er promoveerden uiteindelijk vier clubs naar de 1. divisjon, die inmiddels nationaal werd georganiseerd. Aan de degradatieregeling veranderde er niets. 

### 2001–2016
Omdat er geen directe promotie meer plaatsvond, leidde dat tot kritiek. Er kwam al snel een nieuw competitieformat met slechts vier groepen van veertien deelnemers. Zo konden de groepswinnaars als nog direct promoveren naar de 1. divisjon. 

### 2017–heden
De Noorse voetbalbond besloot in 2016 tot de herstructurering van het betaald voetbal in het koninkrijk. De degradatie vanuit de 1. divisjon naar de 2. divisjon was al jaren erg streng, want de laatste vier geëindigde ploegen degraderen rechtstreeks. Door dit probleem op te lossen, bestaat de 2. divisjon vanaf het seizoen 2017 uit twee groepen in plaats van vier. Hierdoor hoeven er uit de OBOS-ligaen maar twee ploegen rechtstreeks te degraderen. Door meer mogelijkheden voor promotie te bieden, spelen de runner-ups van beide afdelingen van de 2. divisjon in een halve finale tegen elkaar. De winnaar van het tweeluik speelt de finale van de play-offs tegen de nummer veertien van de 1. divisjon om een plaats op het tweede niveau.
De nummers twaalf, dertien en veertien van beide afdelingen degraderen direct naar de 3. divisjon, het vierde niveau. Er bestaat geen play-offsysteem in de onderste regionen. Deze zes ploegen zullen worden vervangen door de kampioenen van de 3. divisjon.

### Records
| Prestatie              | Club(s)                      | Seizoen      |
| ---------------------- | ---------------------------- | ------------ |
| Meeste punten          | 70 (Kongsvinger IL)          | 2003         |
| Minste punten          | 3 (Stord og Skjervøy IK)     | 2001 en 2003 |
| Meeste doelpunten      | 105 (Tromsdalen UIL)         | 2011         |
| Minste doelpunten      | 18 (Langevåg IL)             | 2003         |
| Meeste tegendoelpunten | 130 (Skjervøy IK)            | 2003         |
| Minste tegendoelpunten | 13 (Elverum Fotball)         | 2016         |
| Grootste overwinning   | 15-0 (Strindheim - Salangen) | 2004         |

## Recente winnaars

### 2001–2016
| Seizoen | Groep 1          | Groep 2      | Groep 3           | Groep 4         |
| ------- | ---------------- | ------------ | ----------------- | --------------- |
| 2001    | Skeid            | Åsane        | Oslo Øst          | Lørenskog       |
| 2002    | Fredrikstad      | Bærum        | Mandalskameratene | Alta            |
| 2003    | Pors Grenland    | Kongsvinger  | Vard Haugesund    | Tromsdalen      |
| 2004    | FK Tønsberg      | Follo        | Løv-Ham           | Alta            |
| 2005    | Sparta Sarpsborg | Oslo Øst     | Viking 2          | Tromsdalen      |
| 2006    | Notodden         | Skeid        | Mandalskameratene | Raufoss         |
| 2007    | Nybergsund       | Hødd         | Sandnes Ulf       | Alta            |
| 2008    | Mjøndalen        | Skeid        | Stavanger         | Tromsdalen      |
| 2009    | Strømmen         | Follo        | Sandnes Ulf       | Ranheim         |
| 2010    | Asker            | Hødd         | Randaberg         | Hamarkameratene |
| 2011    | Ullensaker/Kisa  | Bærum        | Notodden          | Tromsdalen      |
| 2012    | Elverum          | Kristiansund | Vard Haugesund    | Follo           |
| 2013    | Bærum            | Alta         | Nest-Sotra        | Tromsdalen      |
| 2014    | Jerv             | Levanger     | Åsane             | Follo           |
| 2015    | KFUM             | Raufoss      | Ullensaker/Kisa   | Kongsvinger     |
| 2016    | Skeid            | Elverum      | Florø             | Arendal         |

### 2017–
Vetgedrukte teams promoveren naar of handhaven zich in de 1. divisjon. Indien een herkanser zich in de eindronde handhaaft, is deze ook vetgedrukt.

Cursief gedrukte teams zijn de herkansers uit de 1. divisjon.
| Seizoen | Groep 1         | Groep 2       | Eindronde                                                                           |
| ------- | --------------- | ------------- | ----------------------------------------------------------------------------------- |
| 2017    | Hamarkameratene | Nest-Sotra    | Fredrikstad FK (1. div), Raufoss (2. div, gr. 1), Notodden FK (2. div, gr. 2)       |
| 2018    | Raufoss IL      | Skeid         | Åsane (1. div), Fredrikstad (2. div, gr. 1), KFUM Oslo (2. div, gr. 2)              |
| 2019    | Stjørdals-Blink | Grorud IL     | Notodden FK (1. div), Kvik Halden (2. div, gr. 1), Åsane (2. div, gr. 2)            |
| 2020    | Fredrikstad FK  | Bryne FK      | Stjørdals-Blink (1. div), Skeid (2. div. gr. 1), Asker (2. div. gr. 2)              |
| 2021    | Kongsvinger IL  | Skeid Fotball | Stjørdals-Blink (1. div), IL Hødd (2. div. gr. 1), Arendal (2. div. gr. 2)          |
| 2022    | Moss FK         | IL Hødd       | Skeid Fotball, Arendal Fotball (2. div. gr. 1), Ullensaker-Kisa IL (2. div. gr. 2), |
| 2023    | Egersunds IK    | Levanger FK   | IL Hødd (1. div), Lyn 1896 FK (2. div. gr. 1), Tromsdalen UIL (2. div. gr. 2)       |

Afdeling 1: Arendal · SK Brann 2 · Brattvåg IL · FK Eik Tønsberg · Flekkerøy IL · IL Hødd · FK Jerv · Kvik Halden FK · Lysekloster IL · Notodden FK · Sotra SK · SK Vard · Viking FK 2 · FK Ørn-Horten

Afdeling 2:  Alta IF · Eidsvold Turn · Follo FK · Gjøvik-Lyn · Grorud IL · IK Junkeren · Kjelsås · Skeid Fotball · Stjørdals-Blink IL · Strømmen IF · Tromsdalen UIL · Ullensaker/Kisa IL · Vålerenga 2 

Albanië ·
België (tot 2016 / vanaf 2016) · 
Bulgarije ·
Cyprus · 
Denemarken · 
Duitsland · 
Engeland · 
Estland · 
Finland · 
Frankrijk · 
Georgië · 
Gibraltar ·
Griekenland · 
Italië · 
Ierland · 
Kroatië · 
Luxemburg · 
Nederland · 
Noord-Ierland · 
Noord-Macedonië · 
Noorwegen · 
Oekraïne · 
Oostenrijk · 
Polen · 
Portugal · 
Roemenië · 
Rusland · 
Schotland · 
Servië · 
Slovenië · 
Slowakije · 
Spanje (tot 2021 / vanaf 2021) · 
Tsjechië (Moravië / Bohemen) ·
Turkije · 
Wales · 
Zweden · 
Zwitserland